# Колотилов, Николай Николаевич
Никола́й Никола́евич Колоти́лов (1 [13] мая 1885 — 13 августа 1937) — советский государственный и партийный деятель. Член Коммунистической партии с 1903 года. Большевик-революционер. Был членом ВЦИК и ЦИК СССР. Партийные псевдонимы: Лапа, Николай.

## Биография
Родился в с. Римиха Шуйского уезда Владимирской губернии в крестьянской семье. Рабочий. С 15 лет работал слесарем на фабрике Зубкова (ныне прядильно-ткацкая фабрика имени С. И. Балашова), затем на фабрике Полушина.
В 1904 года член Иваново-Вознесенского комитета РСДРП.
Участник Революции 1905—1907, вместе с Михаилом Фрунзе организовал боевую дружину. 12 мая 1905 года началась всеобщая 72-дневная стачка иваново-вознесенских рабочих, которую организовали революционеры А. С. Бубнов (Химик), Н. Н. Колотилов (Лапа), Н. И. Подвойский (Мироныч), М. В. Фрунзе (Арсений).
С 1907 года вёл партийную работу в Перми, член Пермского комитета РСДРП. Неоднократно подвергался преследованиям.
После Февральской революции 1917 года в Иваново-Вознесенске секретарь горкома, затем губкома РСДРП(б); участник Октябрьской революции 1917 года.
В 1918 году редактор газеты «Рабочий край».
В 1919—1920 председатель Иваново-Вознесенского губисполкома; в 1920—1921 председатель губревкома и губисполкома в Гомеле; в 1921—1922 председатель Иваново-Вознесенского губисполкома.
С 1922 года секретарь Донского комитета РКП(б); с 1925 года секретарь Иваново-Вознесенского губкома, затем Ивановского обкома ВКП(б); с 1932 года председатель ЦК профсоюза работников просвещения, член коллегии Наркомпроса РСФСР.
Делегат 12—17-го съездов партии; на 12-м съезде избирался кандидатом в члены, на 13—16-м — членом ЦК ВКП(б). Был членом ВЦИК и ЦИК СССР.

## Послужной список
- 25.1.1905 — арестован
- ? — освобождён
- 1.1.1906 — арестован
- 7.2.1907 — бежал
- 3.3.1908 — арестован
- 8.1910 — осуждён к 4-м годам тюремного заключения
- 1913 — на поселении в Енисейской губернии
- 1918 — редактор газеты «Рабочий край»
- 1919—1920 — председатель Исполнительного комитета Иваново-Вознесенского губернского Совета
- 1920—1921 — председатель Гомельского губернского революционного комитета
- 1920—1921 — председатель Исполнительного комитета Гомельского губернского Совета
- 1921—1922 — председатель Исполнительного комитета Иваново-Вознесенского губернского Совета
- 1922—1925 — ответственный секретарь Донского областного комитета РКП(б)
- 25.04.1923 — 23.05.1924 — кандидат в члены ЦК РКП(б)
- 31.05.1924 — 26.01.1934 — член ЦК РКП(б)-ВКП(б) 1924-XIII 1925-XIV 1927-XV 1930-XVI
- 1925—1929 — ответственный секретарь Иваново-Вознесенского губернского комитета РКП(б)-ВКП(б)
- 1929 — 01.1932 — 1-й секретарь Ивановского Промышленного областного комитета ВКП(б)
- 1932 — 03.1937 — председатель ЦК Профсоюза работников начальных и средних школ РСФСР
- 1932 — 03.1937 — член коллегии Народного комиссариата просвещения РСФСР
- 09.03.1937 — арестован
- 13.08.1937 — расстрелян

## Характеристика деятельности
Именно при Колотилове в Иваново и в Ивановской области с широким размахом велась антирелигиозная пропаганда. В этот период в Иванове были снесены замечательные церкви и соборы (см. Православные храмы Иванова), преследовались священники. При Колотилове Ивановским отделением ОГПУ руководил сподвижник Генриха Ягоды — будущий начальник секретно-политического отдела ОГПУ Г. А. Молчанов.

## Последнее место жительства
Москва, ул. Грановского (ныне Романов переулок), д. 3, кв. 101.

## Арест и смерть
В 1930-е годы Н. Н. Колотилов в узком кругу критиковал линию партии и по доносам лиц из ближайшего окружения был арестован 9 марта 1937 года. Расстрелян 13 августа 1937 года. Сохранился протокол допроса Генриха Ягоды, где он «изобличает» Колотилова в «правом уклонизме».

## Память
- Его имя в Иванове носит улица.

Бюст Н. Колотилова в мемориале «Красная Талка»

- В мемориале «Красная Талка» установлен гранитный бюст.